# Joséphine Armand
Pour les articles homonymes, voir Armand.
Joséphine Armand, née en 1787 à Paris et morte le 12 juillet 1859 dans la même ville, est une cantatrice française.

## Biographie
Joséphine Armand naît en 1787 et est la nièce de la cantatrice Anne-Aimée Armand avec qui elle prend des cours de chant. Elle débute à l'Opéra le 16 février 1808 dans Iphigénie en Aulide de Christoph Willibald Gluck, rôle qu'elle reprend en 1809 et pour lequel elle est acclamée par la presse.
Le 17 décembre 1811, elle crée, devant l'empereur Napoléon Ier et sa femme l'impératrice Marie-Louise d'Autriche, l'opéra Les Amazones d'Étienne Nicolas Méhul.
Le 12 juillet 1812, elle chante dans Les Bayadères de Charles-Simon Catel.

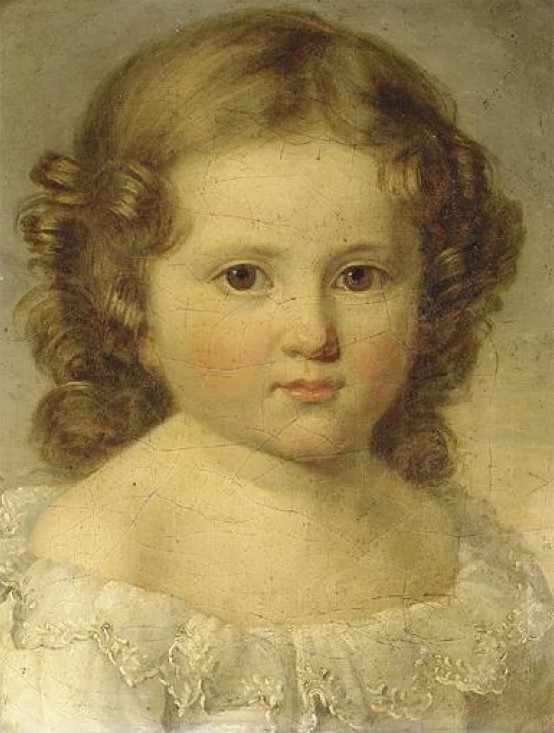
Portrait de Cécile, fille de Joséphine Armand et Félix Cazot, par Auguste-François Laby

En 1813, elle épouse Félix Cazot, bien qu'Eugène Villemin donne pour date le 8 janvier 1814 dans ses Souvenirs de famille,. Avec son mari, elle aura une fille, Cécile.
La même année, le 6 avril 1813, elle crée, à nouveau devant l'empereur et sa femme, Les Abencérages de Luigi Cherubini. Le 5 septembre de la même année, elle joue dans Colinette à la Cour d'André Grétry, ainsi que dans Der Raub der Sabinerinnen (L'Enlèvement des Sabines), de Paul Wranitzky, à l'Académie impériale de musique.
Le 1er janvier 1817, elle est réformée, puis engagée au théâtre de Bruxelles où elle chante jusqu'en 1826,. Selon Le Ménestrel, elle s'arrête en 1825 et se retire ensuite à Paris.
Joséphine Armand meurt le 12 juillet 1859, et laisse alors 4 000 francs à la Société des artistes dramatiques.

## Rôles

### Opéras
- Armide, de Christoph Willibald Gluck
- La Caravane du Caire, d'André Grétry
- Céphale et Procris, d'André Grétry

### Musique sacrée
- Stabat Mater, de Joseph Haydn
- Psaume XVII, de François Giroust
- Te Deum, de Pierre Desvignes

## Hommages
Pierre-David Lemazurier fait référence à Joséphine Armand dans L'Opinion du parterre, ou Censure des acteurs, auteurs et spectateurs du Théâtre français mais ne parle d'elle que pour « sa figure ».
Dans les Souvenirs du prince Charles de Clary-et-Aldringen, l'auteur Charles de Clary-et-Aldringen critique les chanteurs de l'opéra, parmi lesquels Joséphine Armand, qu'il compare à « un détestable petit crapaud » dans La Vestale de Gaspare Spontini. Il la trouve tout aussi « détestable » dans Aristippe de Rodolphe Kreutzer.
À l'inverse, dans ses Souvenirs de famille, Eugène Villemin dit de Joséphine Armand que « comme chanteuse, [elle] était richement douée. ».